# Milovan Danojlić

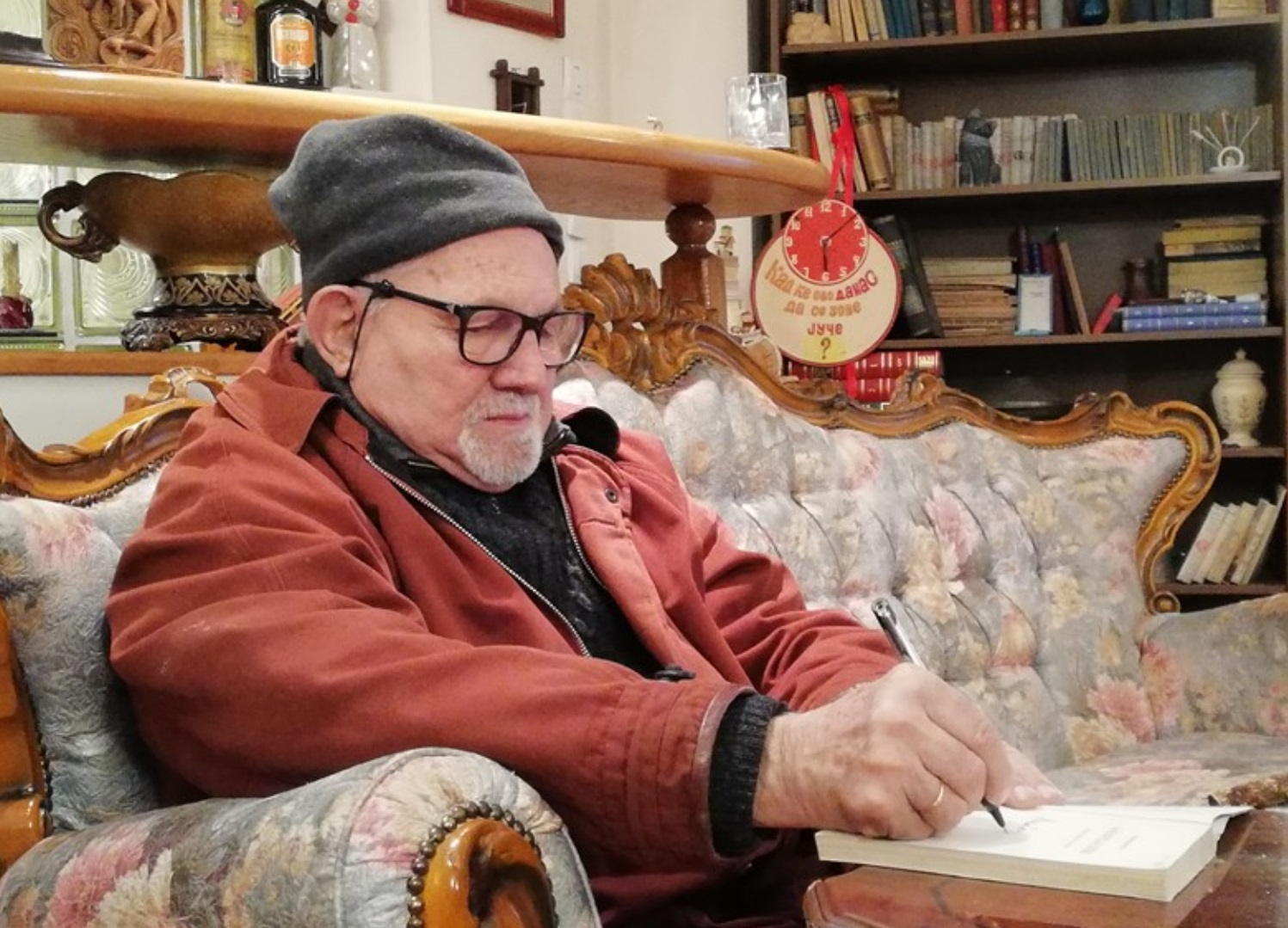
Milovan Danojlić 2018 bei einer Veranstaltung im Museum für Serbische Literatur

Milovan Danojlić (serbisch-kyrillisch Милован Данојлић; * 3. Juli 1937 in Ivanovci nahe Ljig im Königreich Jugoslawien, heute Serbien; † 23. November 2022 in Frankreich) war ein serbischer Autor, der in Frankreich lebte.

## Leben
Nach Beendigung seines Französisch-Studiums in Serbien ging Danojlić 1984 als Lektor für serbokroatische Sprache an die Universität Poitiers in Frankreich, wo er von da an lebte. Danojlić war im Jahre 1989 ein Mitglied des Gründungskomitees der Demokratska Stranka (DS), die die erste nichtkommunistische Partei im Jugoslawien vor der Wende war. Ab 2000 war er Mitglied der Serbischen Akademie der Wissenschaften und Künste.
Ab 2010 war Danojlić regelmäßiger Verfasser einer Kolumne in der serbischen Wochenzeitschrift NIN.

## Auszeichnungen
- 1979 Isidora-Sekulić-Preis
- 1997 NIN-Literaturpreis für seinen Roman Oslobodioci i izdajnici (Befreier und Verräter).

## Werke
Romane
- Kako je Dobrislav protrčao kroz Jugoslaviju (Wie Dobrislav durch Jugoslawien lief), 2. Aufl. 1981
- Zmijin svlak (Schlangenhaut), 1983
- Kao divlja zver. Teškoće s ljudima i sa stvarima (Wie ein wildes Tier. Schwierigkeiten mit Menschen und Gegenständen), 1985
- Dragi moj Petroviću, 1990 (ISBN 86-09-00259-4);
  - deutsche Übersetzung: Mein Lieber Petrović, Suhrkamp Verlag, Berlin 2010, ISBN 978-3-518-42180-2[3]
- Godina prolazikroz avliju, 1992 (Die Jahre fliegen durch den Hof)
- Oslobodioci i izdajnici, 1997
- Licht und Unterwelt, Narodna Biblioteka Karlo Bijelicki, Sombor 1998
- Pesnici, 2007 (Schriftsteller)
- Dobro jeste živeti, 2010 (Es ist gut zu leben)

Kurzgeschichten
- Neka vrsta cirkusa (Einige Arten von Zirkus), 1989 (ISBN 86-7343-017-8)

Lyrik
- Rodna godina (Geburtsjahr), 1972
- Muka s rečima (Die Plage mit den Wörtern), 1978
- Pesme (Gedichte), 1978; 6. Aufl. 1991 (ISBN 86-19-01508-7)
- Šta sunce večera (Was die Sonne abends), 2. Aufl. 1991 (ISBN 86-09-00289-6)

Kinderbuch
- Kako spavaju tramvaji, Gedichtsammlung, 1959 (Wie die Straßenbahnen schlafen)